# Dendropsophus xapuriensis
Dendropsophus xapuriensis là một loài ếch thuộc họ Nhái bén.
Loài này có ở Brasil, có thể ở cả Bolivia và Peru.
Môi trường sống tự nhiên của chúng là đồng cỏ nhiệt đới hoặc cận nhiệt đới vùng ngập nước hoặc lụt theo mùa, đầm nước ngọt có nước theo mùa, các đồn điền, vườn nông thôn, rừng thoái hóa nghiêm trọng, và đất nông nghiệp có lụt theo mùa.